# Serbie aux Jeux olympiques
La Serbie   a participé à 3 Jeux d'été et à 2 Jeux d'hiver depuis 2008. Le pays a gagné 3 médaille d'or, 6 médailles d'argent et 6 médailles de bronze.

## Histoire de la participation olympique serbe avant 2008
L'actuelle république de Serbie n'est pas la première à participer aux Jeux sous le nom de Serbie puisque l'ancien Royaume de Serbie (code CIO: SER) avait envoyé une délégation indépendante de deux athlètes aux Jeux olympiques de 1912: Dragutin Tomašević et Dusan Milosevic, sans y obtenir aucune médaille.
Après son intégration dans le nouveau Royaume des Serbes, Croates et Slovènes créé en 1918, le pays participe sous le nom « Yougoslavie », nom qui est repris officiellement après la seconde guerre mondiale lorsque l'ancien royaume devient une république fédérative socialiste. C'est à Sarajevo (aujourd'hui en Bosnie-Herzégovine) qu'auront lieu les Jeux d'hiver de 1984, les seuls organisés par le comité olympique yougoslave siégeant à Belgrade (aujourd'hui en Serbie).
Ce nom de Yougoslavie restera encore utilisé jusqu'en 2002, sauf durant la guerre civile de 1991 à 1994 où les athlètes serbes, monténégrins et macédoniens (dont le comité olympique yougoslave a été sanctionné) ne pourront concourir que sous la bannière olympique dans la délégation spéciale des Participants olympiques indépendants (entre les Jeux d'été de 1992 où figuraient également des athlètes indépendants de l'ancienne Union soviétique elle aussi en décomposition, jusqu'au Jeux d'hiver de 1994), alors que la Slovénie et la Croatie (dont la sécession avait déjà eu lieu en 1991, avec leur nouveau comité olympique national reconnu) ont pu envoyer leurs propres délégations sous leur bannière nationale dès les Jeux d’hiver de 1992, mais pas encore la Bosnie-Herzégovine à peine formée en 1992 dont les participants (également indépendants sous bannière olympique) devront patienter la reconnaissance de leur comité national en 1993.
De 1991 jusqu'à la très longue fin de la Yougoslavie, le pays est en guerre à la fois civile et interethnique sur son territoire (notamment en Bosnie-Herzégovine avant sa sécession, ainsi que dans la province serbe du Kosovo) et à ses frontières avec ses nouveaux voisins en principe indépendants ; le pays fait aussi l'objet de sanctions internationales, ne peut plus réguler sa sélection sportive pour être conforme aux règles olympiques et celles des fédérations sportives internationales (du fait de la complète désorganisation de ses autorités sportives, du manque total de contrôle de ses fédérations nationales, et en matière d'équité sportive nationale à cause de pratiques discriminatoires, tant pour le recrutement des sélections officielles que pour les conditions d'entrainement et l'activité des clubs encore autorisés), il ne peut plus envoyer aucun représentant sous sa bannière que ce soit aux Jeux ou dans nombre d'autres compétitions sportives internationales (les meilleurs sportifs yougoslaves chercheront alors à s'entraîner et se faire reconnaître ailleurs et seront parfois sélectionnés dans d'autres équipes nationales).
À la suite de la sécession de la Bosnie-Herzégovine en 1992 (reconnue par le CIO en 1993 et concourant aux Jeux de 1994), et celle de l'ancienne république yougoslave de Macédoine proclamée en 1991 (mais plus tardivement reconnue et admise à concourir aux Jeux en 1996), la Yougoslavie est finalement dissoute. Avec la remise aux normes internationales de ses fédérations sportives et à son nouveau comité national finalement reconnu lui aussi par le CIO (malgré certaines sanctions internationales encore en vigueur mais ne concernant plus le domaine sportif), la Serbie-et-Monténégro prend éphémèrement le relais en 2004 et 2006.
Il faudra encore la sécession du Monténégro pour que la nouvelle république de Serbie et celle du Monténégro participent indépendamment depuis 2008 aux Jeux sous leur bannière.

## Tableau des médailles
| Année     | Médaille d'or, Jeux olympiques                           | Médaille d'argent, Jeux olympiques                       | Médaille de bronze, Jeux olympiques                      | Total                                                    | Classement                                               |
| --------- | -------------------------------------------------------- | -------------------------------------------------------- | -------------------------------------------------------- | -------------------------------------------------------- | -------------------------------------------------------- |
| 1912      | 0                                                        | 0                                                        | 0                                                        | 0                                                        | -                                                        |
| 1920-2000 | A participé sous les couleurs de la Yougoslavie          | A participé sous les couleurs de la Yougoslavie          | A participé sous les couleurs de la Yougoslavie          | A participé sous les couleurs de la Yougoslavie          | A participé sous les couleurs de la Yougoslavie          |
| 2004      | A participé sous les couleurs de la Serbie-et-Monténégro | A participé sous les couleurs de la Serbie-et-Monténégro | A participé sous les couleurs de la Serbie-et-Monténégro | A participé sous les couleurs de la Serbie-et-Monténégro | A participé sous les couleurs de la Serbie-et-Monténégro |
| 2008      | 0                                                        | 1                                                        | 2                                                        | 3                                                        | 61e                                                      |
| 2012      | 1                                                        | 1                                                        | 2                                                        | 4                                                        | 43e                                                      |
| 2016      | 2                                                        | 4                                                        | 2                                                        | 8                                                        | 32e                                                      |
| 2020      | 3                                                        | 1                                                        | 5                                                        | 9                                                        | 28e                                                      |
| Total     | 6                                                        | 7                                                        | 11                                                       | 24                                                       |                                                          |

| Année     | Médaille d'or, Jeux olympiques                           | Médaille d'argent, Jeux olympiques                       | Médaille de bronze, Jeux olympiques                      | Total                                                    | Classement                                               |
| --------- | -------------------------------------------------------- | -------------------------------------------------------- | -------------------------------------------------------- | -------------------------------------------------------- | -------------------------------------------------------- |
| 1924-2002 | A participé sous les couleurs de la Yougoslavie          | A participé sous les couleurs de la Yougoslavie          | A participé sous les couleurs de la Yougoslavie          | A participé sous les couleurs de la Yougoslavie          | A participé sous les couleurs de la Yougoslavie          |
| 2006      | A participé sous les couleurs de la Serbie-et-Monténégro | A participé sous les couleurs de la Serbie-et-Monténégro | A participé sous les couleurs de la Serbie-et-Monténégro | A participé sous les couleurs de la Serbie-et-Monténégro | A participé sous les couleurs de la Serbie-et-Monténégro |
| 2010      | 0                                                        | 0                                                        | 0                                                        | 0                                                        | n.c                                                      |
| 2014      | 0                                                        | 0                                                        | 0                                                        | 0                                                        | n.c                                                      |
| 2018      | 0                                                        | 0                                                        | 0                                                        | 0                                                        | n.c                                                      |
| 2022      |                                                          |                                                          |                                                          |                                                          |                                                          |
| Total     | 0                                                        | 0                                                        | 0                                                        | 0                                                        |                                                          |